# Metatron

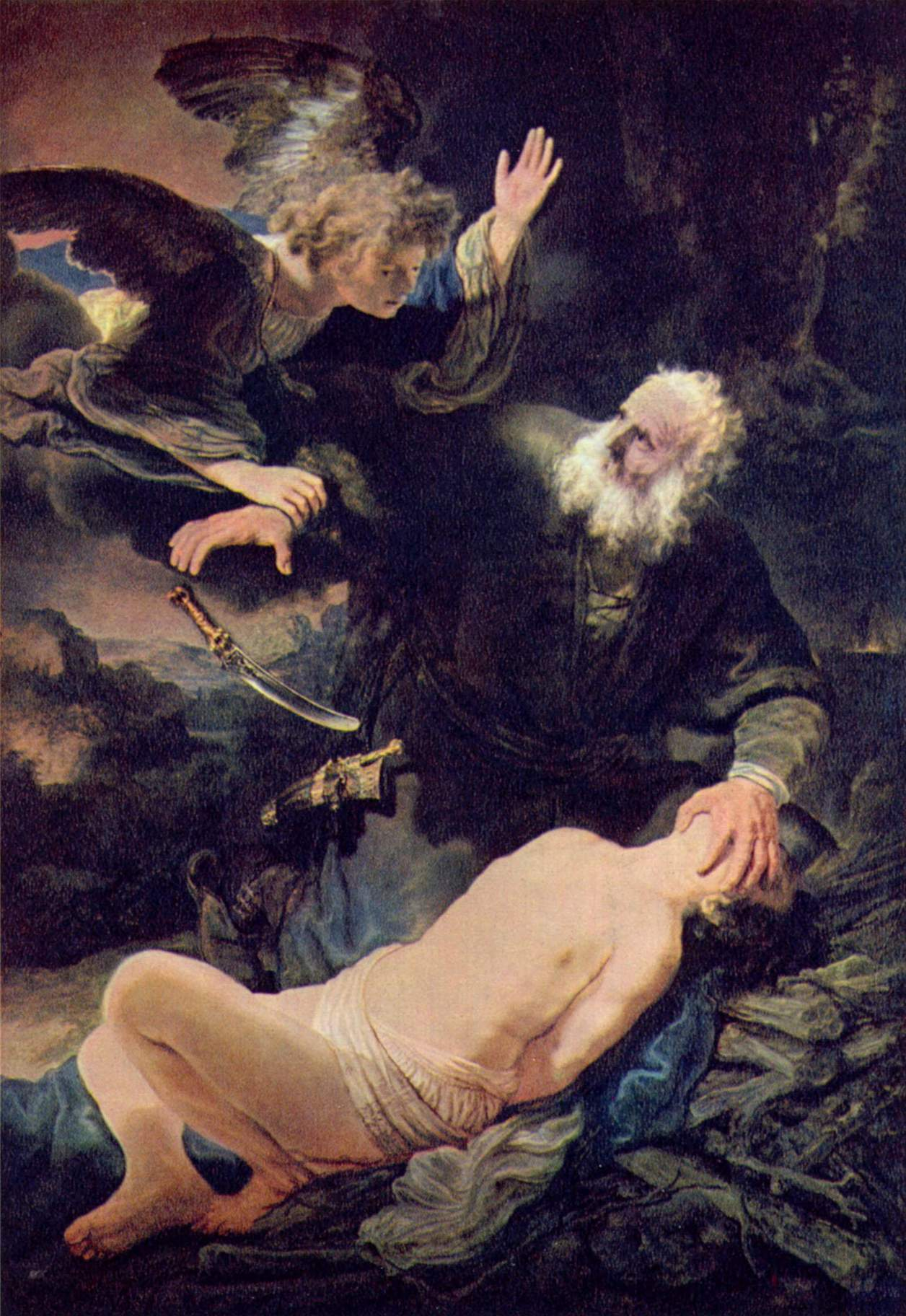
Metatron "com a mediador de Déu amb els homes" impedir a Abraham de sacrificar el seu fill Isaac.

Metatron (en hebreu: מטטרון o מיטטרון) o Mattatron és el nom d'un àngel de la religió jueva i algunes branques del cristianisme i l'islam. No hi ha referències d'ell ni a l'Antic Testament ni al Nou Testament. Tot i que s'esmenta en alguns passatges breus en el Talmud, Metatron apareix principalment als textos de la Càbala i altres fonts esotèriques i ocultistes post-bíbliques. En la tradició de la literatura rabínica, diu que és el més alt dels àngels i serveix com l'escriba celestial, encara que no hi ha consens quant a la seva gènesi, ni tampoc hi ha consens en la seva posició en la jerarquia angelical.

## Orígens
El Talmud relata que Elixà ben Abuyà, també anomenat Aher, va entrar al Paradís i va veure Metatron assegut, una posició que al cel sols es permet a Déu mateix. Per tant, Elixà va dir, "De fet, hi ha dos poders en el cel!". Els rabins expliquen que Metatron se li va permetre seure per causa de la seva funció com escriba celestial, escrivint les obres d'Israel. El Talmud explica que Metatron no podria ser una deïtat pel fet que Metatron va rebre 60 cops amb vares de foc "per demostrar que Metatron no era un déu, però sí un àngel i, per tant, podia ser castigat.
En oposició a aquest pensament, Metatron s'identifica amb el terme "YHWH menor", que és el Menor Tetragrammaton, en el Talmud versió IC, citat pel caraïta estudiós Ḳirḳisani. La paraula Metatron és numèricament equivalent a Xadday (un dels noms de Déu) en hebreu segons la guematria, pel que es diu tenir un "nom com el seu Mestre." Cal assenyalar, però, que Ḳirḳisani va falsejar el Talmud per tal de confondre als seus adversaris. D'altra banda, els textos místics extra-talmúdics parlen d'un "YHWH menor", i segons sembla, es deriven del concepte d'Èxode 23:21, que esmenta un àngel de Déu que diu "el meu nom...està en ell", entès com a YHWH, el nom diví habitual.
El Talmud babilònic esmenta Metatron en dos llocs: Sanhedrín 38B i Avodà Zarà 3b. Yevamot 16b descriu en el període amoraic les funcions de "príncep del món" en ser transferides de l'arcàngel Miquel a Metatron.
Metatron també s'esmenta en el Llibre d'Henoc a on descriu la relació entre Henoc fill de Jèred (besavi de Noé) i la seva transformació en l'àngel Metatron. El seu títol de Grand "el YHWH menor" reapareix aquí. Metatron diu: "Ell [el Sant] ... em va cridar, 'El menor de YHVH en la presència de tota la casa en l'altura, com està escrit,' el meu nom està en ell. '" (12:5). El narrador d'aquest llibre, suposadament rabí Yixmael ben Elixà, explica que Metatron el va guiar a través de Cel i va explicar-li les seves meravelles. Aquí Metatron es descriu de dues maneres:. Com un àngel primordial (9:02-13:02) i la transformació d'Henoc després d'haver estat elevat al cel. A aquest Enoc, la carn se li va tornar com una flama, les venes com de foc, les seves pestanyes com la llum dels llampecs, els seus globus oculars com de torxes enceses, i al qual Déu va col·locar en un tron al costat del tron de glòria, després d'aquesta transformació va rebre el nom de Metatron.
En el Zohar s'anomena Metatron "el Jove", un títol utilitzat prèviament en 3 Enoc, on apareix en el sentit de "servent". Se l'identifica com l'àngel que va guiar al poble d'Israel a través del desert després del seu èxode d'Egipte (en referència a Èxode 23:21), i el descriu com un sacerdot celestial.
D'acord amb Johann Andreas Eisenmenger, Metatron transmet les ordres diàries de Déu als àngels Gabriel i Samael. Metatron és sovint identificat com el germà bessó de Sandalfon, que es diu haver estat el profeta Elies.